# Dżaber Sadeghzade
Dżaber Sadeghzade (pers. ‏جابر صادق‌زاده‎; ur. 31 lipca 1991) – irański zapaśnik walczący w stylu wolnym. Brązowy medalista  igrzysk Solidarności Islamskiej w 2017. Mistrz świata w zapasach plażowych w 2015 i 2016. Mistrz świata i Azji juniorów w 2011 roku.